# Mark Valley
Mark Thomas Valley (Ogdensburg, Nueva York; 24 de diciembre de 1964) es un actor estadounidense, más conocido por haber interpretado a Brad Chase en la serie Boston Legal, a Oliver Richard en Harry's Law, a John Scott en la serie Fringe y a Christopher Chance en Human Target.

## Biografía
Es el hermano mayor de las actrices Lynne Valley y Jennifer Valley.
En 1987 se graduó en la academia militar de Estados Unidos, West Point. Mark participó en la guerra del Golfo.
Tiene una hija: Sherri Ann Valley de una relación anterior. En diciembre de 2008 se casó con la actriz australiana Anna Torv; sin embargo, después de un año de matrimonio, la pareja se separó y finalmente se divorciaron en 2010.

## Carrera
El 28 de octubre de 1994 se unió al elenco de la serie Days of our Lives, donde interpretó al periodista Jack Deveraux hasta el 26 de septiembre de 1997.
Entre 2000 y 2003, apareció como invitado en la popular serie médica ER, donde interpretó a Richard Lockhart. En 2001 se unió al elenco principal de la serie Pasadena, donde dio vida a Robert Greeley. En 2003 se unió al elenco principal de la serie Keen Eddie, donde interpretó al detective Eddie Arlette hasta el final de la serie en 2004. En 2004 se unió al elenco principal de la serie Boston Legal, donde interpretó al abogado Brade Chase hasta la cuarta temporada en 2007 (la serie es un spin-off de la serie The Practice). En 2005 apareció como invitado en el episodio piloto de la serie Emily's Reasons Why Not, donde interpretó a Reese Callahan personaje que interpretó de nuevo durante el episodio "Why Not to Cheat on Your Best Friend" en 2006. En 2008 se unió al elenco de la serie Fringe, donde interpretó al agente especial del FBI John Scott hasta 2009.
En 2010 se unió al elenco principal de la serie Human Target, donde interpretó a Christopher Chance hasta el final de la serie en 2011. En 2011 se unió al elenco de la segunda temporada de la serie Harry's Law, donde interpretó al abogado Oliver Richard hasta el final de la serie en 2012. En 2012 obtuvo un papel en la película Zero Dark Thirty, donde interpretó al piloto del Hercules C-130. Ese mismo año apareció como invitado en la serie Are You There, Chelsea?, donde interpretó a Chris durante el episodio "Surprise". En 2013 se unió al elenco principal de la segunda temporada de la serie Body of Proof, donde interpretó al detective Tommy Sullivan hasta el final de la serie ese mismo año. Ese mismo año se anunció que aparecería en un episodio de la serie Kirstie, donde interpretaría al novio de Maddie Banks. En 2014 se unió al elenco recurrente de la serie Crisis, donde interpreta a Widener.

## Filmografía
- Body of Proof (2013) (TV)
- La noche más oscura (2012)
- Human Target (2010) (TV)
- Fringe (2008) (TV)
- Shrek tercero (2007) (Voz)
- Ley y Orden: UVE (2007)
- Business Class (2007) (TV)
- Live! (2007)
- Nanking (2007)
- Boston Legal (2004-2007) (TV)
- Cinco razones (para no salir contigo) (2006) (TV)
- Pasadena (2001-2005) (TV)
- Keen Eddie (2003-2004)(TV)
- Los 4400 (2004) (TV)
- I'm with Her (2004) (TV)
- Harry Green and Eugene (2004) (TV)
- Urgencias (2000-2003) (TV)
- Spin City (2001)

## Premios y nominaciones
| Año  | Categoría                                                 | Premio                    | Serie        | Resultado |
| ---- | --------------------------------------------------------- | ------------------------- | ------------ | --------- |
| 2010 | Choice TV Actor: Action                                   | Teen Choice Award         | Human Target | Nominado  |
| 2008 | Outstanding Performance by an Ensemble in a Drama Series  | Screen Actors Guild Award | Boston Legal | Nominados |
| 2007 | Outstanding Performance by an Ensemble in a Drama Series  | Screen Actors Guild Award | Boston Legal | Nominados |
| 2006 | Outstanding Performance by an Ensemble in a Comedy Series | Screen Actors Guild Award | Boston Legal | Nominados |
| 2003 | Choice TV Breakout Star - Male                            | Teen Choice Award         | Keen Eddie   | Nominado  |